# Борухово
Борухово (пол. Boruchowo) — село в Польщі, у гміні Ричивул Оборницького повіту Великопольського воєводства.
Населення — 61 особа (2011).
У 1975-1998 роках село належало до Пільського воєводства.

## Демографія
Демографічна структура станом на 31 березня 2011 року:
|          | Загалом | Допрацездатний вік | Працездатний вік | Постпрацездатний вік |
| -------- | ------- | ------------------ | ---------------- | -------------------- |
| Чоловіки | 34      | 9                  | 22               | 3                    |
| Жінки    | 27      | 3                  | 14               | 10                   |
| Разом    | 61      | 12                 | 36               | 13                   |